# Paula del Río
Paula del Río, all'anagrafe Paula del Río Segura (Barcellona, 28 febbraio 2000), è un'attrice e modella spagnola, nota per aver interpretato il ruolo di Paz Espinosa nella serie La scuola dei misteri (El internado: Las Cumbres).

## Biografia
Paula del Río è nata il 28 febbraio 2000 a Barcellona (Spagna); è la cugina degli attori Armando del Río e Andrea del Río.

## Carriera
Paula del Río ha avuto la sua prima interpretazione a soli dieci anni nel cortometraggio Levedad. Negli anni successivi ha continuato a partecipare ad alcuni cortometraggi fino a quando nel 2015 ha fatto il suo debutto al cinema con il film Desconocido - Resa dei conti (El desconocido) diretto da Dani de la Torre e dove ha recitato insieme agli attori Luis Tosar ed Elvira Mínguez.
Nel 2018 ha ricoperto il ruolo di Elisa nel film Gun City (La sombra de la ley) diretto da Dani de la Torre. L'anno successivo, nel 2019, ha interpretato il ruolo di Elena nel film Cuerdas diretto da José Luis Montesinos. In televisione ha partecipato a Centro médico, Servir y proteger, Hospital Valle Norte e Bany Compartit. Nel 2021 e nel 2022 è entrata a far parte del cast principale della serie reboot di El internado, intitolata La scuola dei misteri (El internado: Las Cumbres), dove ha interpretato il ruolo di Paz Espinosa. Nel 2023 è entrata a dar parte del cast della serie Las invisibles, nel ruolo di Marisa.

## Filmografia

### Cinema
- Desconocido - Resa dei conti (El desconocido), regia di Dani de la Torre (2015)
- Gun City (La sombra de la ley), regia di Dani de la Torre (2018)
- Cordes, regia di José Luis Montesinos (2019)

### Televisione
- Centro médico – serie TV, 1 episodio (La 1, 2017)
- Servir y proteger – serie TV, 3 episodi (La 1, 2017)
- Hospital Valle Norte – serie TV, 2 episodi (La 1, 2019)
- Bany Compartit – serie TV, 39 episodi (TVE Cataluña, 2019)

### Web TV
- La scuola dei misteri (El Internado: Las Cumbres) – web serie, 16 episodi (Amazon Prime Video, 2021-2022)
- Las invisibles – web serie, 8 episodi (SkyShowtime, 2023)

### Cortometraggi
- Levedad, regia di Lucía del Río (2010)
- Menstrual Party, regia di Damià Serra Cauchetiez (2013)
- Marcianos de Marte, regia di Fernando Trullols (2016)

## Doppiatrici italiane
Nelle versioni in italiano dei suoi film e delle sue serie TV, Paula del Río è stata doppiata da:
- Margherita De Risi[18] in Desconocido - Resa dei conti[19]

## Riconoscimenti
- Festival del cinema fantastico Grimmfest
  - 2020: Vincitrice come Miglior attrice per il film Cordes[20]

- Premio Mestre Mateo
  - 2016: Vincitrice come Miglior attrice per il film Desconocido - Resa dei conti (El desconocido)

- Premi del circolo degli scrittori cinematografici, Spagna
  - 2016: Candidata come Miglior attrice rivelazione per il film Desconocido - Resa dei conti (El desconocido)[21]